# İkipınar, Çorum
İkipınar là một xã thuộc thành phố Çorum, tỉnh Çorum, Thổ Nhĩ Kỳ.